# Нелсон Ривас
Нелсон Ривас (на испански: Nelson Enrique Rivas López) роден на 25 март 1983 г. в Прадера е колумбийски футболист - защитник. Състезава се за италианския шампион ФК Интер.

### Отличия
- Шампион на Италия: 2

Интер: 2007-08, 2008-09
- Суперкупа на Италия: 1

Интер: 2008